# ناحیه دویت، شهرستان دویت، ایلینوی
ناحیه دویت (به انگلیسی: DeWitt Township) یک منطقهٔ مسکونی در ایالات متحده آمریکا است که در شهرستان دویت، ایلینوی واقع شده‌است. ناحیه دویت ۴۷۹ نفر جمعیت دارد و ۲۲۲ متر بالاتر از سطح دریا واقع شده‌است.